# Bujindō
Bujindō/Bujindo (gelesen [bɯːdʑindo] budschindo) ist ein japanischer Ausdruck aus dem Bereich der Kampfkünste und hat die Bedeutung „Der Weg des Kriegers“ (jap. 武人道). Der Begriff ist selten gebräuchlich und wird vielfach durch das Synonym Bushidō ausgedrückt.

## Bedeutung anhand der Kanji
Jedes Schriftzeichen (jap. Kanji) im Ausdruck Bujindō (jap. 武人道) hat seine eigene Bedeutung:
- So bedeutet das erste Kanji 武 (Kan-On-Lesung Bu) „die Kampf-/Kriegskünste betreffend“.
- Das zweite Zeichen 人 (Kan-On-Lesung Jin) steht für  „Mann/Mensch“. Folglich heißt 武人 (Bujin) „Kriegsmensch“, also „Krieger“ – synonym zum Ausdruck Bushi, was ebenfalls „Krieger“ bedeutet.
- Das letzte Kanji 道 (Go-On-Lesung Dō) heißt „Weg“ oder „Pfad“.

Zusammengesetzt ergeben nun die Kanji 武人道 (gelesen bu-dschin-do) den Ausdruck „Der Weg des Kriegers“ bzw. „Der Weg des Kriegsmenschen“.

## Verwendung
Beispiel für die seltene Verwendung des Begriffs Bujindō ist in Deutschland der Jiu-Jitsu-Verein BUJINDO e.V. (in Mülheim an der Ruhr, Nordrhein-Westfalen) und die schweizerische Ninjutsu Schule IGA Bujin Bujindo Ryu aus Solothurn, Kanton Solothurn. Denn bei der Namensgebung hat der moderne Ausdruck Bushidō das ältere Bujindō abgelöst und ist heute ein verbreiteter Name vieler Vereine und Schulen japanischer Kampfkünste.
Eine andere Verwendung scheint im asiatischen Raum „Bujindo Jugenmpo“ zu sein, wobei es nicht möglich war, Weiteres über diese Kampfkunst bzw. diesen Kampfsport herauszufinden. Jugempo an sich scheint jedoch eine Art Mischung aus der japanischen Selbstverteidigung Jiu Jitsu und dem Kempo zu sein.
Weltweit finden die Begriffe Bujin und Bujindō vielfach im Zusammenhang mit Ninjutsu, der Kampfkunst der Ninja, Verwendung. Toshitsugu Takamatsu, der verstorbene Ninjutsu-Großmeister, hat nach seinem Tod den Beinamen Bujin – „göttlicher Krieger“ – bekommen. Und somit ist Bujinkan, was „Haus des göttlichen Kriegers“ bedeutet, synonym für Ninjutsu.